# Tomiyamichthys praealta
Tomiyamichthys praealta är en fiskart som först beskrevs av Ernest A. Lachner och James F. McKinney, 1981. Tomiyamichthys praealta ingår i släktet Tomiyamichthys och familjen smörbultsfiskar. Inga underarter finns listade i Catalogue of Life.